# Seconda battaglia di Capo Finisterre (1747)
La seconda battaglia di Capo Finisterre del 1747 fu una battaglia navale che ebbe luogo, nell'ambito della guerra di successione austriaca, il 25 ottobre (14 ottobre, secondo il Calendario Giuliano, allora ancora in vigore in Gran Bretagna) 1747 al largo di Capo Finisterre, ove una flotta britannica forte di quattordici vascelli di linea al comando del contrammiraglio Sir Edward Hawke, intercettò un convoglio francese di oltre duecentocinquanta mercantili francesi, scortato da otto vascelli di linea al comando dell'ammiraglio Des Herbiers de l'Estenduère. Si trattò di una vittoria britannica decisiva che fu descritta come «la più brillante azione navale della guerra». Essa pose fine alle operazioni navali francesi per il resto della guerra, eliminando inoltre ogni minaccia d'invasione dell'Inghilterra e minacciando a sua volta la stessa esistenza dell'impero d'oltremare francese.

## Antefatti

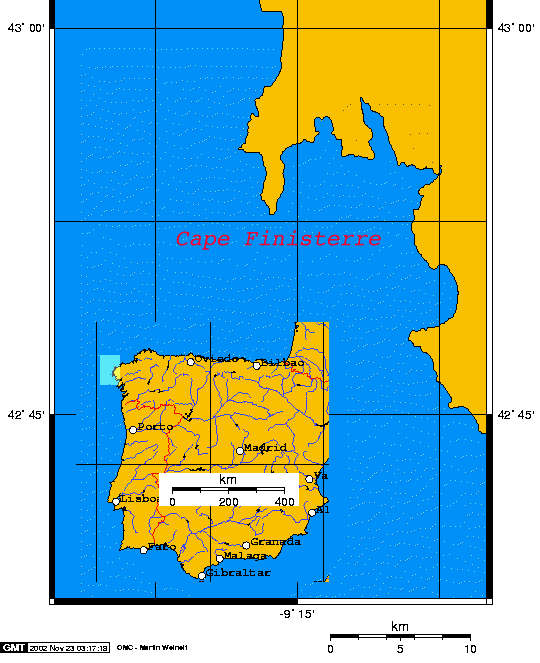
Capo Finisterre all'estremo nordovest della penisola iberica

Il Nord America era un teatro secondario nella guerra di secessione austriaca, combattuta colà principalmente tra Francia e Gran Bretagna, ed era fonte di approvvigionamento di materie prime per entrambi i contendenti.
La Royal Navy aveva già danneggiato seriamente i commerci francesi oltre Oceano in passato, particolarmente con la prima battaglia di Capo Finisterre il 14 maggio dello stesso anno. La Francia fece un secondo tentativo di riaprire le rotte per il Nord America in ottobre, mettendo insieme un convoglio di 252 mercantili nelle "Basque Roads", una baia subito sotto il porto di La Rochelle. Il convoglio sarebbe stato protetto da otto vascelli di linea, provenienti da Brest.
Agli inglesi giunse notizia di questo convoglio ed inviarono uno squadron di 14 vascelli da 50, 60 e 64 cannoni ed uno sloop da 16 da Plymouth il 20 agosto. Il comando venne assegnato al contrammiraglio Sir Edward Hawke, dopo che il comandante designato, Sir Peter Warren, si era ammalato di scorbuto.
I francesi salparono il 17 ottobre e vennero avvistati dalla flotta di Hawke otto giorni dopo verso le ore 7 di mattina.
In un primo tempo Hawke ritenne di aver di fronte una flotta di navi da Guerra molto più grande e prese la formazione di battaglia. Quando i francesi risposero di conseguenza, Hawke capì che si trovava di fronte ad un numero molto più basso di navi da battaglia di quanto avesse pensato in precedenza e che avrebbe potuto progressivamente attaccarle una ad una circondandole. Questa tattica consentì agli inglesi di compensare la loro minore potenza di fuoco, concentrando quest'ultimo su un vascello nemico per volta, come aveva fatto Anson nello scorso maggio, anziché attenersi rigidamente allo schieramento di battaglia. Inizialmente i francesi presero le navi britanniche per navi appartenenti al loro convoglio; quando si accorsero dell'errore, sperarono di usare le loro navi da guerra per distogliere la flotta inglese da quelle mercantili del convoglio, dando a queste ultime sufficiente tempo per fuggire nella vastità dell'oceano.

## La battaglia
Hawke si avvicinò da sottovento mentre i francesi decisero di veleggiare di bolina, sperando di impegnarsi in un duello di artiglieria a distanza. Hawke diede invece il segnale di "caccia libera", dando così ai comandanti la libertà di azione, senza dover sottostare ai vincoli di una battaglia formale. Gli inglesi sorpassarono la linea delle navi francesi e la circondarono dalla retroguardia all'avanguardia, catturando sei navi. Il conte di Vaudreuil, sul'Intrépide, la prima nave di linea, tornò indietro per aiutare il suo ammiraglio, consentendo ad entrambi di fuggire. I francesi persero ben 4 000 uomini, il che dimostra come sia stata devastante la perdita umana insieme a quella delle navi stesse.
I mercantili fuggirono sotto la protezione della Content (64 cannoni) e della Castor (26 cannoni) e continuarono la loro rotta nell'Atlantico. Comunque, gran parte di loro fu intercettata e catturata nelle Indie Occidentali dal commodoro George Pocock nell'inverno 1747-48.

## Conseguenze
Il disastro convinse il governo francese della sua impotenza in mare e non compì ulteriori sforzi per far passare i suoi convogli attraverso il blocco inglese. Ciò condusse gran parte delle colonie francesi vicino alla carestia, specie nelle Indie Occidentali. Ad esempio la Martinica fu bloccata con successo dalla Royal Navy dalla sua base nel porto inglese dell'isola di Antigua, costringendo così la Francia a sedersi ad un tavolo di negoziazione nonostante le sue vittorie nei Paesi Bassi ed altrove. re Luigi XV decise di rinunciare ai Paesi Bassi in cambio di un ritorno alla normalità nelle colonie. L'impatto psicologico della battaglia di Capo Finisterre proseguì durante la guerra dei sette anni, quando Luigi XV si dimostrò riluttante ad inviare uomini e forniture alla Nuova Francia ed alle altre colonie.

## Ordine di combattimento

### Flotta Britannica

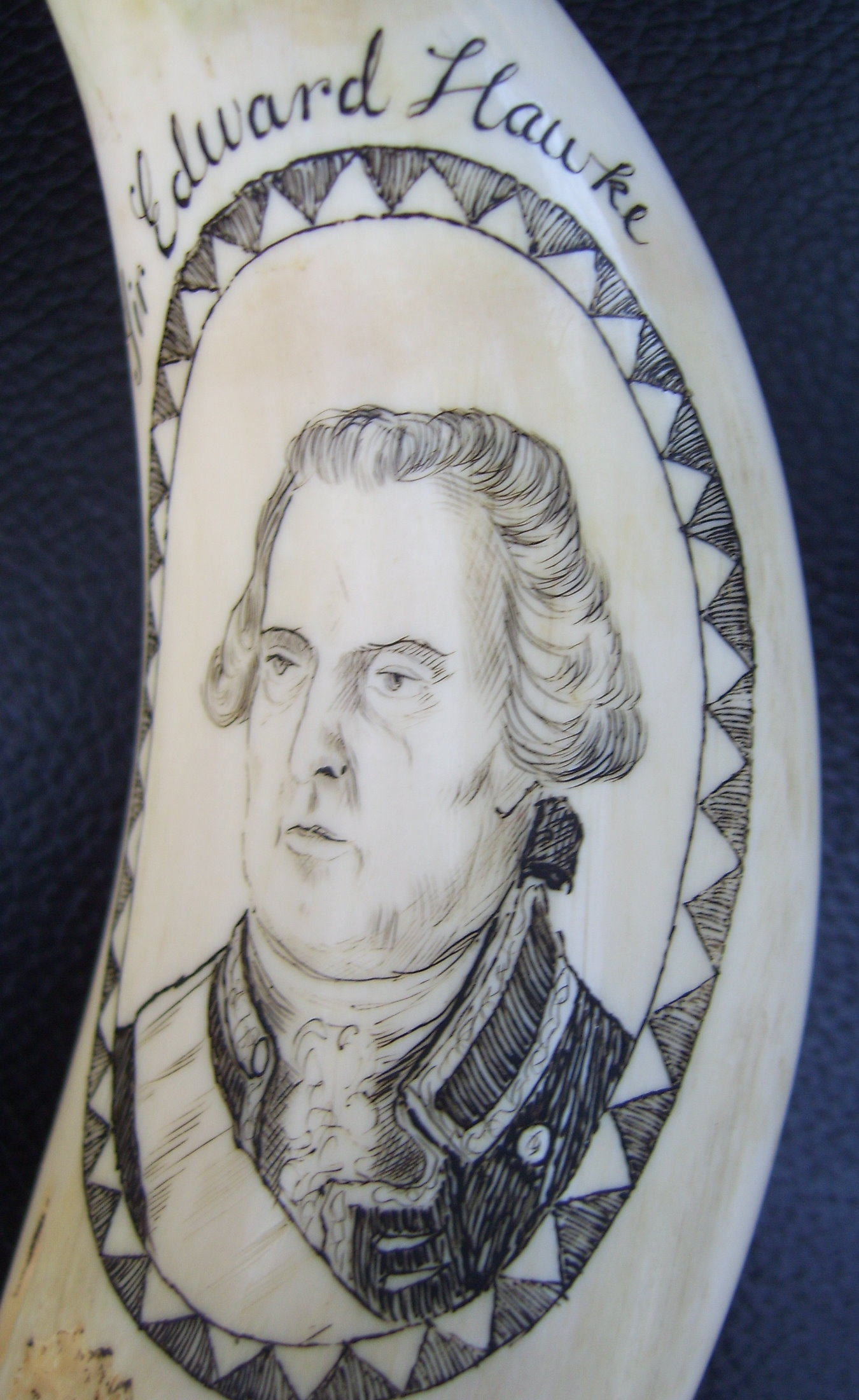
Il contrammiraglio Edward Hawke, busto inciso su avorio

- HMS Devonshire 64/66 (nave ammiraglia, John Moore)
- HMS Kent 74 (Thomas Fox)
- HMS Edinburgh 70 (Thomas Cotes)
- HMS Yarmouth 64 (Charles Saunders)
- HMS Monmouth 64 (Henry Harrison)
- HMS Princess Louisa 60 (Charles Watson)
- HMS Windsor 60 (Thomas Hanway)
- HMS Lion 60 (Arthur Scott)
- HMS Tilbury 60 (Robert Harland)
- HMS Nottingham 60 (Philip de Saumarez)
- HMS Defiance 60 (John Bentley)
- HMS Eagle 60 (George Brydges Rodney)
- HMS Gloucester 50 (Phillip Durrell)
- HMS Portland 50 (Charles Stevens)
- HMS Weazel 16

### Flotta francese

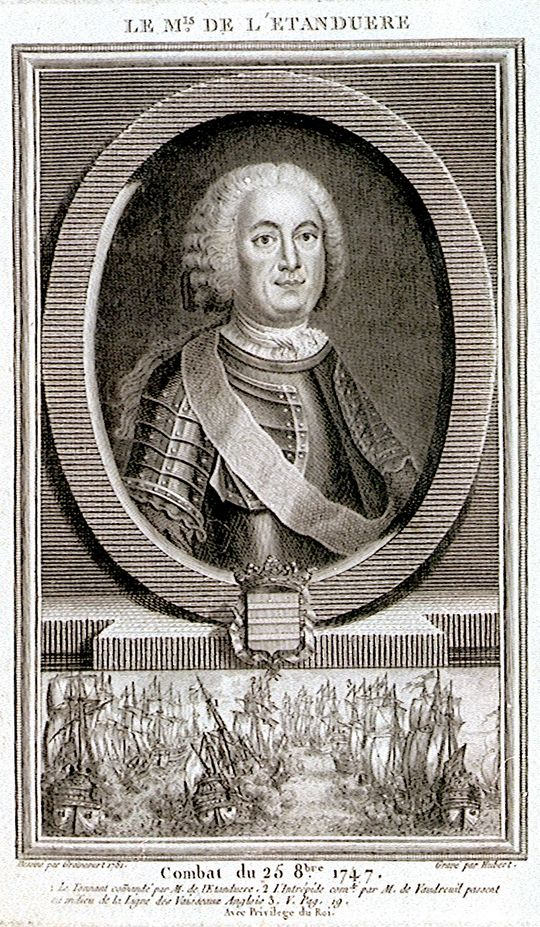
Il marchese di Etenduère con una rappresentazione della battaglia

- Tonnant 80 (nave ammiraglia, Duchaffault) — fuggita
- Intrépide 74 (Conte di Vaudreuil) — fuggita
- Terrible 74 (Conte du Guay) — catturata
- Monarque 74 (de la Bédoyère) — catturata
- Neptune 70/74 — catturata
- Trident 64 (Marchese d'Amblimont) — catturata
- Fougueux 64 (du Vignau) — catturata
- Content 64 — fuggita con le navi mercantili
- Severn 50/56 (du Rouret de Saint-Estève) — catturata
- Castor 26 — fuggita con le navi mercantili
- Convoglio di 252 navi